# Klasborgs och Våmbs ängar
Klasborgs och Våmbs ängar är ett naturreservat i Skövde kommun i Västra Götalands län.
Området är skyddat sedan 1989 och omfattar 89 hektar. Det är beläget på Billingens östsluttning, strax väster om Skövde och består av ett mosaikartat område med öppna betesmarker, lövblandskog och rasbranter.

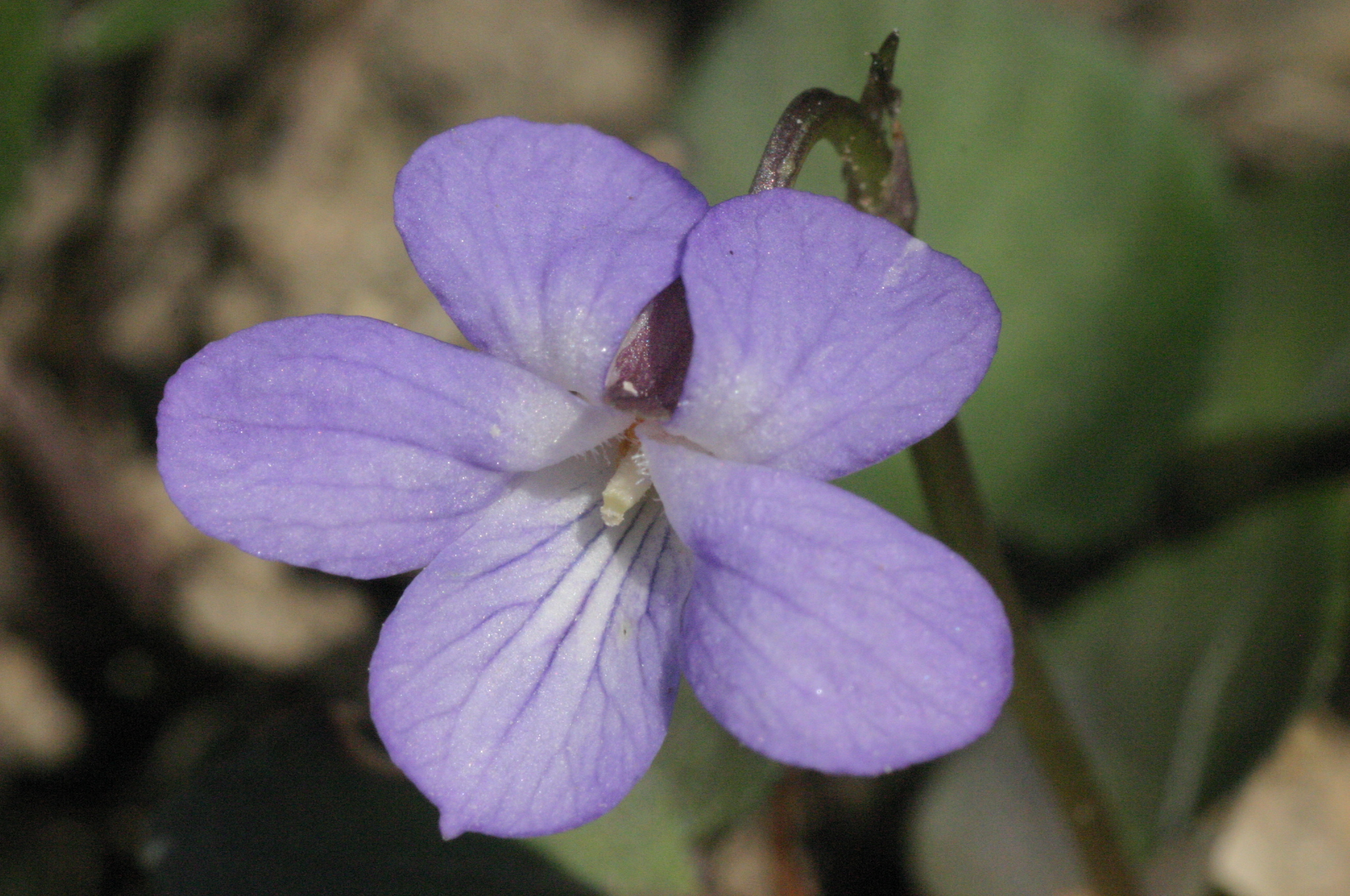
Sandviol

I väster är en mindre del av reservatet beläget på Billingens barrskogsklädda diabasplatå. Österut övergår reservatet i en dramatisk rasbrant med stora block liggande i de nedre delarna. Där finns längs sluttningarna lövskog, ädellövskog, små bäckar och nederst beteshagar. Floran i området är varierande och skiftar med den underlagrande bergarten. Diabasen på Billingen är överlagrad av tunt moränlager och ger en relativt fattig flora med gran, tall och björk som dominerande trädslag. Längre ner ger kalksten och lerskiffer en rikare och ofta kalkgynnad flora. Områdets mest intressanta flora finner man i naturbetesmarkerna närmast diabasbranten. De gamla åkrarna, som också betas, kantas av vackra stenmurar och trädrader av fågelbär och ask. 
I fuktiga partier dominerar ädla lövträd samt klibbal och där växer strutbräken. 
Floran är således rik i de nedre delarna och där kan man finna gullviva, slåttergubbe, solvända, jungfrulin, ögontröst, sandviol och backtimjan. Orkidén Adam och Eva har påträffats i hagen.
Genom området rinner tre större bäckar. I söder Simsjöbäcken, i mitten Nåpabäcken och längst i norr Våmbsbäcken.
Området ingår i EU:s ekologiska nätverk av skyddade områden, Natura 2000. 